# Нешукай
Нешукай (рос. Нешукай; адиг. Нэшъукъуай) — аул Теучезького району Адигеї Росії. Входить до складу Понежукайського сільського поселення.
Населення — 939 осіб (2015 рік).